# خافيير ماتيا
خافيير ماتيا (بالإسبانية: Javier Magro Matilla)‏ (16 أغسطس 1988 في إسبانيا - ) هو لاعب كرة قدم إسباني في مركز الوسط. شارك مع منتخب إسبانيا تحت 21 سنة لكرة القدم. أما مع النوادي، فقد لعب مع ريال بيتيس وريال مورسيا ونادي فياريال ونادي فياريال ب.

## وصلات خارجية
- خافيير ماتيا على موقع قاعدة بيانات كرة القدم.إي يو (الإنجليزية)
- خافيير ماتيا على موقع Soccerbase.com (لاعب) (الإنجليزية)
- خافيير ماتيا على موقع Soccerway.com (الإنجليزية)
- خافيير ماتيا على موقع AS.com (الإسبانية)